# ديل أير (كاليفورنيا)
ديل أير (بالإنجليزية: Del Aire CDP, California)‏ هي منطقة سكنية تقع بولاية كاليفورنيا في الولايات المتحدة. تبلغ مساحتها 2.61 كم2، وترتفع عن سطح البحر 31 م، بلغ عدد سكانها 10,001 نسمة في عام 2010 حسب إحصاء مكتب تعداد الولايات المتحدة وتصل الكثافة السكانية فيها 3,831.8 نسمة لكل كيلومتر مربع (9,924.3/ميل2).

## التركيبة السكانية
حدّد مكتب تعداد الولايات المتحدة بيانات التركيبة السكانية لديل أير في تعداد الولايات المتحدة. في ما يلي، التركيبة السكانية حسب تعدادي 2000 و2010.

### تعداد عام 2000
بلغ عدد سكان ديل أير 9,012 نسمة بحسب تعداد عام 2000، وبلغ عدد الأسر 2,871 أسرة وعدد العائلات 2,191 عائلة مقيمة في المنطقة السكنية. في حين سجلت الكثافة السكانية 3,452.9 نسمة لكل كيلومتر مربع (8,943.0/ميل2). وبلغ عدد الوحدات السكنية 2,925 وحدة بمتوسط كثافة قدره 1,120.7 لكل كيلومتر مربع (2,902.6/ميل2).
وتوزع التركيب العرقي للمنطقة السكنية بنسبة 62.97% من البيض و4.18% من الأمريكيين الأفارقة و0.64% من الأمريكيين الأصليين و8.08% من الأمريكيين ذوي الأصول الآسيوية و0.80% من سكان جزر المحيط الهادئ و17.72% من الأعراق الأخرى و5.60% من عرقين مختلطين أو أكثر و41.62% من الهسبانيون أو اللاتينيون من أي عرق.
بلغ عدد الأسر 2,871 أسرة كانت نسبة 45.6% منها لديها أطفال تحت سن الثامنة عشر تعيش معهم، وبلغت نسبة الأزواج القاطنين مع بعضهم البعض 58.2% من أصل المجموع الكلي للأسر، ونسبة 12% من الأسر كان لديها معيلات من الإناث دون وجود شريك، بينما كانت نسبة 6.1% من الأسر لديها معيلون من الذكور دون وجود شريكة وكانت نسبة 23.7% من غير العائلات. تألفت نسبة 18.3% من أصل جميع الأسر من عدة أفراد يعيشون في نفس المنزل ونسبة 7.1% كانت تتألف من شخص يعيش بمفرده يبلغ من العمر 65 عاماً أو أكثر. وبلغ متوسط حجم الأسرة المعيشية 3.13، أما متوسط حجم العائلات فبلغ 3.57.
بلغ العمر الوسطي للسكان 35.1 عاماً. وكانت نسبة 28.3% من القاطنين تحت سن الثامنة عشر، وكانت نسبة 7.5% بين الثامنة عشر والرابعة والعشرين عاماً، ونسبة 32.8% كانت واقعةً في الفئة العمرية ما بين الخامسة والعشرين والرابعة والأربعين عاماً، ونسبة 20.8% كانت ما بين الخامسة والأربعين والرابعة والستين، ونسبة 10.3% كانت ضمن فئة الخامسة والستين عاماً فما فوق. يوجد لكل 100 أنثى 99.7 ذكر، ويوجد لكل 100 أنثى في الثامنة عشر من عمرها فما فوق 95.7 ذكر.
بلغ متوسط دخل الأسرة في المنطقة السكنية 127,308 دولارًا، أما متوسط دخل العائلة فبلغ 127,308 دولارًا. وكان متوسط دخل الذكور 63,750 دولارًا مقابل 63,750 دولارًا للإناث. وسجل دخل الفرد الخاص بالمنطقة السكنية 48,639 دولارًا. وكانت نسبة 0% من العائلات ونسبة 0% من السكان تحت خط الفقر،

### تعداد عام 2010
بلغ عدد سكان ديل أير 10,001 نسمة بحسب تعداد عام 2010، وبلغ عدد الأسر 3,291 أسرة وعدد العائلات 2,375 عائلة مقيمة في المنطقة السكنية. في حين سجلت الكثافة السكانية 3,831.8 نسمة لكل كيلومتر مربع (9,924.3/ميل2). وبلغ عدد الوحدات السكنية 3,428 وحدة بمتوسط كثافة قدره 1,313.4 لكل كيلومتر مربع (3,401.7/ميل2).
وتوزع التركيب العرقي للمنطقة السكنية بنسبة 60.51% من البيض و4.58% من الأمريكيين الأفارقة و0.60% من الأمريكيين الأصليين و9.22% من الأمريكيين ذوي الأصول الآسيوية و1.31% من سكان جزر المحيط الهادئ و18.15% من الأعراق الأخرى و5.63% من عرقين مختلطين أو أكثر و47.24% من الهسبانيون أو اللاتينيون من أي عرق.
بلغ عدد الأسر 3,291 أسرة كانت نسبة 37.1% منها لديها أطفال تحت سن الثامنة عشر تعيش معهم، وبلغت نسبة الأزواج القاطنين مع بعضهم البعض 53.6% من أصل المجموع الكلي للأسر، ونسبة 12.8% من الأسر كان لديها معيلات من الإناث دون وجود شريك، بينما كانت نسبة 5.8% من الأسر لديها معيلون من الذكور دون وجود شريكة وكانت نسبة 27.8% من غير العائلات. تألفت نسبة 20.5% من أصل جميع الأسر من عدة أفراد يعيشون في نفس المنزل ونسبة 6.5% كانت تتألف من شخص يعيش بمفرده يبلغ من العمر 65 عاماً أو أكثر. وبلغ متوسط حجم الأسرة المعيشية 3.04، أما متوسط حجم العائلات فبلغ 3.56.
بلغ العمر الوسطي للسكان 36.0 عاماً. وكانت نسبة 23.3% من القاطنين تحت سن الثامنة عشر، وكانت نسبة 9.6% بين الثامنة عشر والرابعة والعشرين عاماً، ونسبة 30.5% كانت واقعةً في الفئة العمرية ما بين الخامسة والعشرين والرابعة والأربعين عاماً، ونسبة 26.1% كانت ما بين الخامسة والأربعين والرابعة والستين، ونسبة 10.6% كانت ضمن فئة الخامسة والستين عاماً فما فوق. وتوزع التركيب الجنسي للسكان بنسبة 50.1% ذكور و49.9% إناث.